# Iolanda de Châtillon
Iolanda de Châtillon-Saint-Pol (vers 1221 - 1254) fou comtessa titular de Nevers i Tonnerre i hereva d'Auxerre; fou també senyora de Donzy, Saint Aignan, Perche-Goët, Montjoy i Thorigny. Era filla de Guiu III de Châtillon (comte Guiu II de Saint Pol, senyor també de Montjoy, Troissy i Pierrefonds, i d'Agnès de Donzy, comtessa de Nevers i Tonnerre i hereva d'Auxerre.
Devia néixer vers 1221, ja que l'enllaç dels pares segurament fou vers el 1219 i abans va néixer un germà, Gaucher de Châtillon. Es va casar amb Arquimbald IX de Borbó, senyor de Borbó, Dampierre, Saint-Just i Saint-Dizier, dit el Jove i fill d'Arquimbald VIII de Borbó el Gran, i de Beatriu de Montluçon. L'enllaç fou el 30 de maig de 1228. El seu germà Gaucher va morir el 1250 i va heretar els drets als comtats de Nevers i Tonnerre i va quedar com a hereva d'Auxerre en poder encara de la seva àvia Matilde de Courtenay. Iolanda va morir el 1254 i no va arribar a heretar, ja que Matilde va viure fins al 1257. El seu lloc en l'herència el va ocupar la seva filla gran.

## Matrimoni i fills
Es va casar amb Arquimbald IX de Borbó. El matrimoni va tenir dues filles:
- Matilde o Mafalda (1234 - 1262), comtessa de Nevers, Tonnerre i Auxerre i diverses senyories com a hereva de la mare. Casada amb Eudes de Borgonya, fill d'Hug IV de Borgonya.
- Agnès (1237-1287) casada amb Joan de Borgonya, germà d'Eudes. Hereva de Borbó i Dampierre i altres senyories per part del pare.